# 常宁公主
常寧公主（1387年—1408年4月5日），明成祖朱棣第五女，母不詳。
建文四年五月甲午（1402年6月7日），封常宁公主。永乐元年六月丁未（1403年6月20日），下嫁西平侯沐英的兒子沐昕。公主恭慎有禮，通曉《孝經》、《女則》、《列女传》。
永樂六年三月戊午（1408年4月5日），公主逝世，得年二十二（一说二十三）岁，明成祖深為哀悼。公主的後人無詳細記載，僅知弘治六年，公主的孫子沐琚曾入國子監讀書。